# Радевце (Лебане)
Радевце је насеље у Србији у општини Лебане у Јабланичком округу. Удаљено је 35 кm од Лебана, општинског седишта поменуте општине. Његов атар заузима крајњи југотисток географског јабланичког краја. Према попису из 2022. било је 16 становника.
Спада у планинска сеоска насеља типа Старог влаха са кућама међусобно удаљеним и по 1 кm. Има добру експозицију, осунчано је и проветрено. Окружено је честим шумарцима, понеким воћњацима и још чешћим изворима и потоцима (Просторни план Републике Србије овај простор третира као подручје резервних подземних вода). Атар Радевца има сложен изглед, са махалама које су просторно развијене у висинском појасу од 450 до 1 181 m и пространим шумским површинама.
Насеобинска структура има доста сачуваног народног градитељства, са интересантним али скромним кућама и покућством у њима, а посебно се издваја стара црква Св. Прокопија.

## Демографија
У насељу Радевце живи 84 пунолетна становника, а просечна старост становништва износи 50,9 година (50,3 код мушкараца и 51,7 код жена). У насељу има 38 домаћинстава, а просечан број чланова по домаћинству је 2,47.
Ово насеље је великим делом насељено Србима (према попису из 2002. године).
|  |

| Демографија | Демографија | Демографија |
| Година      | Становника  | Становника  |
| ----------- | ----------- | ----------- |
| 1948.       | 585         |             |
| 1953.       | 668         |             |
| 1961.       | 617         |             |
| 1971.       | 450         |             |
| 1981.       | 309         |             |
| 1991.       | 160         | 160         |
| 2002.       | 94          | 94          |
| 2011.       | 39          |             |
| 2022.       | 16          |             |

| Етнички састав према попису из 2002.‍ | Етнички састав према попису из 2002.‍ | Етнички састав према попису из 2002.‍ | Етнички састав према попису из 2002.‍ | Етнички састав према попису из 2002.‍ |
| ------------------------------------ | ------------------------------------ | ------------------------------------ | ------------------------------------ | ------------------------------------ |
|                                      |                                      |                                      |                                      |                                      |
| Срби                                 | Срби                                 |                                      | 93                                   | 98,93%                               |

| Година пописа     | 1948. | 1953. | 1961. | 1971. | 1981. | 1991. | 2002. |
| ----------------- | ----- | ----- | ----- | ----- | ----- | ----- | ----- |
| Број домаћинстава | 84    | 94    | 98    | 85    | 72    | 57    | 38    |

| Број чланова      | 1  | 2  | 3 | 4 | 5 | 6 | 7 | 8 | 9 | 10 и више | Просек |
| ----------------- | -- | -- | - | - | - | - | - | - | - | --------- | ------ |
| Број домаћинстава | 10 | 17 | 4 | 3 | 2 | 1 | 0 | 0 | 0 | 1         | 2,47   |

| Пол    | Укупно | Неожењен/Неудата | Ожењен/Удата | Удовац/Удовица | Разведен/Разведена | Непознато |
| ------ | ------ | ---------------- | ------------ | -------------- | ------------------ | --------- |
| Мушки  | 47     | 12               | 25           | 8              | 2                  | 0         |
| Женски | 40     | 7                | 25           | 8              | 0                  | 0         |
| УКУПНО | 87     | 19               | 50           | 16             | 2                  | 0         |

| Пол    | Укупно                    | Пољопривреда, лов и шумарство | Рибарство                            | Вађење руде и камена | Прерађивачка индустрија       |
| ------ | ------------------------- | ----------------------------- | ------------------------------------ | -------------------- | ----------------------------- |
| Мушки  | 42                        | 42                            | 0                                    | 0                    | 0                             |
| Женски | 27                        | 27                            | 0                                    | 0                    | 0                             |
| УКУПНО | 69                        | 69                            | 0                                    | 0                    | 0                             |
| Пол    | Производња и снабдевање   | Грађевинарство                | Трговина                             | Хотели и ресторани   | Саобраћај, складиштење и везе |
| Мушки  | 0                         | 0                             | 0                                    | 0                    | 0                             |
| Женски | 0                         | 0                             | 0                                    | 0                    | 0                             |
| УКУПНО | 0                         | 0                             | 0                                    | 0                    | 0                             |
| Пол    | Финансијско посредовање   | Некретнине                    | Државна управа и одбрана             | Образовање           | Здравствени и социјални рад   |
| Мушки  | 0                         | 0                             | 0                                    | 0                    | 0                             |
| Женски | 0                         | 0                             | 0                                    | 0                    | 0                             |
| УКУПНО | 0                         | 0                             | 0                                    | 0                    | 0                             |
| Пол    | Остале услужне активности | Приватна домаћинства          | Екстериторијалне организације и тела | Непознато            | Непознато                     |
| Мушки  | 0                         | 0                             | 0                                    | 0                    | 0                             |
| Женски | 0                         | 0                             | 0                                    | 0                    | 0                             |
| УКУПНО | 0                         | 0                             | 0                                    | 0                    | 0                             |